# 城所英夫
城所 英夫（きどころ ひでお、1927年10月4日 - 1997年6月15日）は、日本の俳優。劇団俳優座出身。

## 来歴・人物
1927年（昭和2年）東京市生まれ（1930年生まれとも）。
劇団俳優座養成所に第2期生として入団。同期には小林昭二、滝田裕介、横森久などがいる。
1959年（昭和34年）松竹より『人間の條件 第三部』で映画デビュー。映画、テレビ、舞台で活躍するが、1961年（昭和36年）から放送された、TBSのドラマ『七人の刑事』の中島刑事役が有名。
1997年（平成9年）6月15日、肺癌のため死去。69歳没。

## 出演作品

### 映画
- 1959年 人間の條件 第3部・第4部（松竹）- 工藤大尉
- 1960年 青春残酷物語（松竹）- 刑事一
- 1961年 地獄の饗宴（東宝）- 公卿
- 1961年 非情の男（松竹）- 山井仙
- 1961年 名もなく貧しく美しく（東宝）- 取調官
- 1961年 豚と軍艦（日活）- 王
- 1961年 ママのおうちが燃えているの（松竹）- 弁護士
- 1961年 背徳のメス（松竹）- 安井
- 1961年 松川事件（新東宝）- 高倉陪席裁判官
- 1962年 空と海の結婚（松竹）- 青年紳士
- 1962年 山河あり（松竹）
- 1962年 山の讃歌 燃ゆる若者たち（松竹）- 山岳クラブ員・吉田
- 1963年 100万人の娘たち（松竹）- 医者
- 1963年 七人の刑事 女を探がせ（松竹）- 中島刑事
- 1964年 暗殺（松竹）- 稲葉
- 1965年 七人の刑事 終着駅の女（松竹）- 中島刑事
- 1965年 やさぐれの掟（松竹）- 刑事B
- 1973年 必殺仕掛人 梅安蟻地獄（松竹）- 豊五郎

など

### テレビドラマ
- 1961年 七人の刑事（1961年 - 1969年、TBS）- 中島刑事
- 1961年 あの時をここに 大津事件（NHK）- 津田三蔵
- 1961年 これが真実だ「ある晴れた日に 幕末の政商グラバー」（CX）- トーマス・ブレーク・グラバー
- 1962年 お気に召すまま（NET）
  - 第7話「トツトツ・クラブの紳士たち」
- NHK大河ドラマ（NHK）
  - 1964年 赤穂浪士 - 浅野大学
  - 1970年 樅ノ木は残った - 八木源六郎
  - 1975年 元禄太平記 - 六郷壱岐
- 1964年 風雪（NHK総合）
  - 第1話「あけぼの」- 筒井政憲
  - 第30話「明治22年2月11日」- 大久保利通
  - 第35話「唱歌事始め」- 森有礼
- 1965年 人形佐七捕物帳（NHK）
  - 第17話「猫」- 織方伊織
- 1966年 ウルトラQ（TBS）
  - 第18話「虹の卵」- 糸魚川博士
- 1967年 ブラザー劇場／新吾十番勝負（TBS／松竹テレビ室）
  - 第36話「濡れ髪剣法」- 柳生兵衛介
- 1967年 アイウエオ（NHK）- 神津
- 銭形平次 （CX）
  - 1969年 第148話「九尾の狐」- 森戸典膳
  - 1970年 第212話「黒い矢」- 一条左近
- 特別機動捜査隊 （NET）
  - 1969年 第412話「凍った蒸発」
  - 1970年 第450話「続・全員救出せよ」- 吉永
  - 1972年 第573話「老刑事とその娘」- 井村
  - 1974年 第643話「ちぎれた首飾り」- 倉島
  - 1976年 第744話「地獄を見た」- 泉刑事
- 1969年 無用ノ介（NTV）
  - 第7話「無用ノ介世直し不動にあう」- 中駒の勝五郎
- 1969年 五番目の刑事（NTV）
  - 第10話「肝っ玉少年」- 岩田
- 1970年 千葉周作 剣道まっしぐら（TBS）
  - 第3話「周作よ！受けて立て」- 八木虎五郎
- 1972年 荒野の素浪人（NET／三船プロ）
  - 第26話「妖雲 笛吹川の人柱」- 宍倉大膳
- 1972年 キイハンター（TBS／東映）
  - 第243話「情無用!人殺しの神様」- カーン
- 1973年 荒野の用心棒（NET／三船プロ）
  - 第13話「必殺の剣が地平線に甦って…」
- 1973年 木枯らし紋次郎
  - 第2シーズン 第20話「上州新田郡三日月村」- 三日月村の百姓
- 必殺シリーズ （ABC）
  - 1973年 必殺仕掛人
    - 第28話「地獄へ送れ狂った血」- 嶋田大学

  - 助け人走る
    - 1973年 第10話「水中大作戦」- 三浦右京亮高久
    - 1974年 第34話「必死大逃走」- 坂出屋重助

  - 1975年 必殺必中仕事屋稼業
    - 第18話「はめ手で勝負」- 黒田策二郎

  - 1976年 必殺仕業人
    - 第16話「あんたこの無法をどう思う?」- 陣馬弥平次

  - 1977年 新・必殺仕置人
    - 第23話「訴訟無用」- 公事師長十郎

  - 1978年 必殺商売人
    - 第22話「殺した奴をまた殺す」- 榊原

  - 1980年 必殺仕事人
    - 第48話「表技 魔の鬼面割り」- 日下玄朴
- 1973年 スーパーロボット レッドバロン（NTV／宣弘社）
  - 第8話「無敵! 砂漠の魔王」- 藤堂博士
- 1973年 太陽にほえろ!（NTV／東宝）
  - 第62話「プロフェッショナル」- 山内弘
- 1974年 隠密剣士 突っ走れ!（TBS／宣弘社）
  - 第2話「空飛ぶ信太郎」- 黒の将軍
- プレイガールシリーズ（12ch／東映）
  - 1974年 プレイガール
    - 第269話「必殺! 空手やわ肌拳法」- 宇島
    - 第273話「ヌードモデル沖縄珍道中」- 木戸

  - プレイガールQ
    - 1974年 第2話「禁じられた恋人」- 茂原
    - 1976年 第65話「銀嶺に燃える初夜の肌」- 葉村
    - 1976年 第68話「女は裸で命を守る」- 刑事
- 大岡越前（TBS／C.A.L）
  - 1974年 第4部 第10話「大江戸無法地帯」- 石動の十蔵
  - 1978年 第5部 第10話「殴り込み仁術」- 鼬の浪人
- 1973年 江戸を斬る 梓右近隠密帳
  - 第10話「辻斬り将軍」- 水谷長八郎
- 1974年 座頭市物語
  - 第7話「市に鳥がとまった」
- 1975年 江戸を斬るII（TBS／C.A.L）
  - 第3話「颯爽遠山一番手柄」- 赤堀大八
- 1975年 影同心（MBS／東映）
  - 第9話「あぶな絵殺し節」- 曲亭蘭山
- 1976年 伝七捕物帳
  - 第109話 「舞い降りた鶴」- 堺平助
- 水戸黄門（TBS / C.A.L）
  - 1977年 第8部 第1話「薩摩へ向う世直し旅-江戸-」- 伊賀崎道春
  - 1985年 第15部 第17話「美女を狙った天狗騒動 -熊野-」- 根来坊覚全
- 大江戸捜査網 （12ch／三船プロ）
  - 1970年 第3話「魔の海が剣を呼ぶ」- 戸倉仙之助
  - 1973年 第105話「江戸の灯をたやすな!」- 黒部
  - 1977年 第283話「命を賭けたいかさま稼業」- 用心棒（源太の実の父）
  - 1978年 第367話「遺産に群がる狐と狸」- 桑島典膳
  - 1983年 第585話「刺青殺人 妖艶やわ肌秘図」- 堀定
- 1980年 旅がらす事件帖（フジテレビ）
  - 第5話「お助け米のお通りだぁ」- 山名大膳
- 吉宗評判記 暴れん坊将軍（ANB／東映）
  - 1980年 第94話「初春や 昼行燈も浮かれ出し」（1980年） - 兵頭一角
  - 1981年 第175話「百万石の冷飯くらい」- 三上頼母
- 1981年 幻之介世直し帖（NTV／国際放映）
  - 第6話「はやぶさ助けた鬼同心」- 鳥居甲斐守忠燿
- 1984年 ライオン午後のサスペンス／私は許さない（CX／東映）

### テレビアニメ
- 1963年 鉄腕アトム - 鰐皮

### 吹き替え

#### 映画
- 1970年 バッファロー平原 - ファレル（演：ロナルド・レーガン）
- 1971年 飛べ!フェニックス - フランク・タウンズ（演：ジェームズ・スチュアート）
- 地獄への逆襲 - フランク・ジェイムズ（演：ヘンリー・フォンダ）
- 大砂塵 - ダンシング・キッド（演：スコット・ブレイディ）
- 第二の機会 - 殺し屋キャッピー（演：ジャック・パランス）

#### ドラマ
- 1956年 名犬リンチンチン - リップ・マスターズ（演：ジェームズ・ブラウン（初代））
- 拳銃無宿
  - 第3シーズン 第7話「目撃者」- カルロス・ドミンゴ（演：リー・バーゲアー）
- 1964年 アウター・リミッツ（テレビ朝日版）
  - 第1シーズン 第15話「クロモ星人」 - トーマス・ケランダー（演：マイケル・ヒギンズ）
- 1967年 ミステリーゾーン（TBS版）
  - 第4シーズン 第6話「幻の宇宙船」 - カーター少尉（演：フレデリック・ベア）

### ラジオドラマ
- 1960年 消えてゆく（LF芸術劇場）
- 1964年 シルバー・グレイの空間（LF芸術祭参加劇）

### 舞台
- 1986年 庭はすべて（地人会第17回公演）